# Isen
Isen ist ein Markt im oberbayerischen Landkreis Erding. Isen ist die südlichste und mit knapp 5800 Einwohnern die sechstgrößte Gemeinde des Landkreises.

## Geografie

### Lage
Der Markt liegt etwa 20 Kilometer südöstlich der Kreisstadt Erding, elf Kilometer südwestlich von Dorfen, 26 Kilometer nordwestlich von Wasserburg am Inn und 18 Kilometer nördlich von Ebersberg. Die Entfernung vom Flughafen München beträgt 34 Kilometer. Die Gemeinde liegt im oberen Isental.
Eine ÖPNV-Anbindung gibt es von Markt Schwaben aus mit der MVV-Buslinie 505 (Montag–Freitag 5–21h) und mit MVV-RufTaxi 5050 (abends und am Wochenende).

### Klima
An der Messstelle Isen–Westach lag die mittlere jährliche Niederschlagsmenge im Zeitraum 1991 bis 2020 bei 985 mm, wobei der niederschlagsreichste Monat der August (121 mm) ist.

### Gemeindegliederung

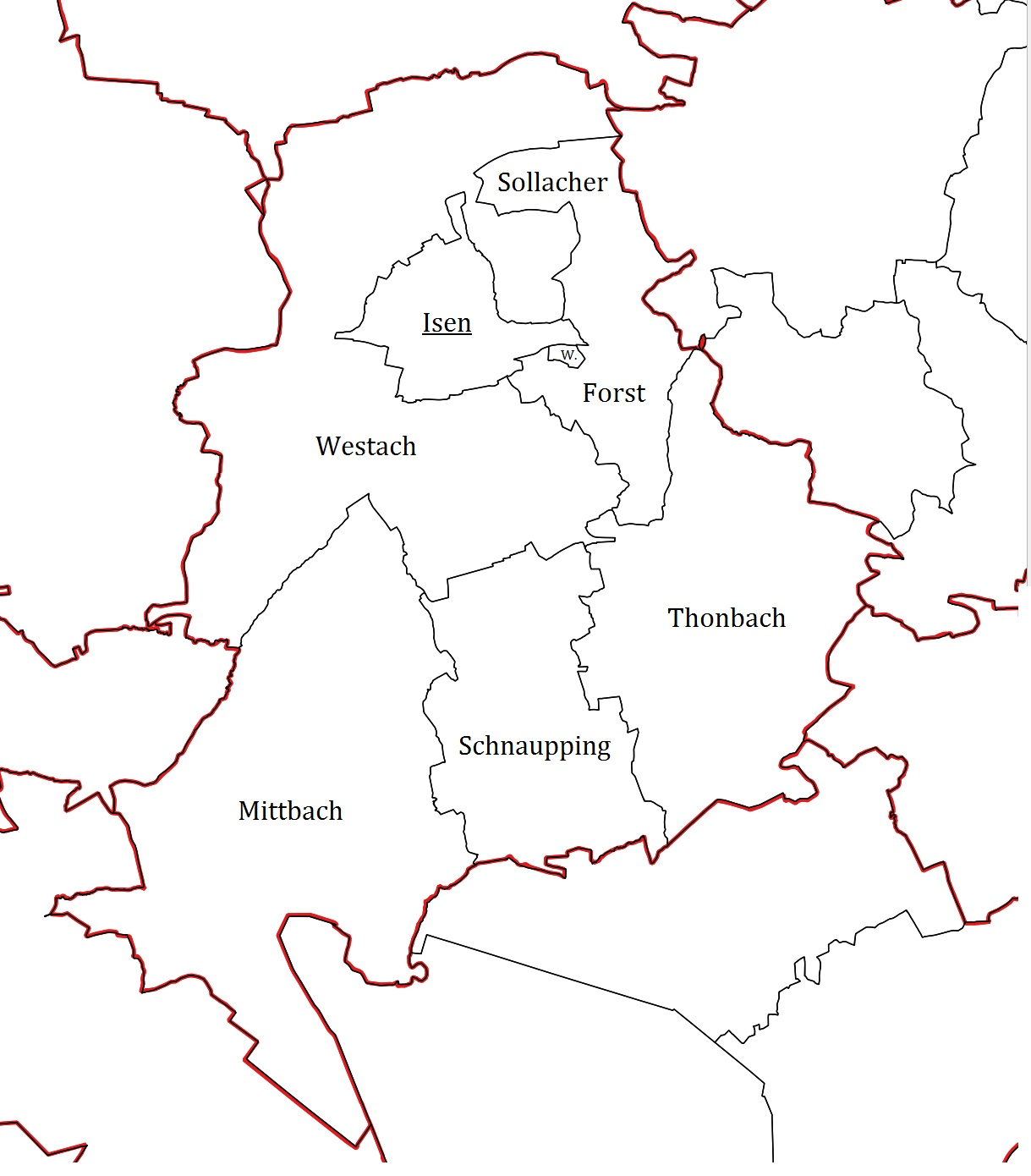
Gemarkungen auf dem Gemeindegebiet des Marktes Isen

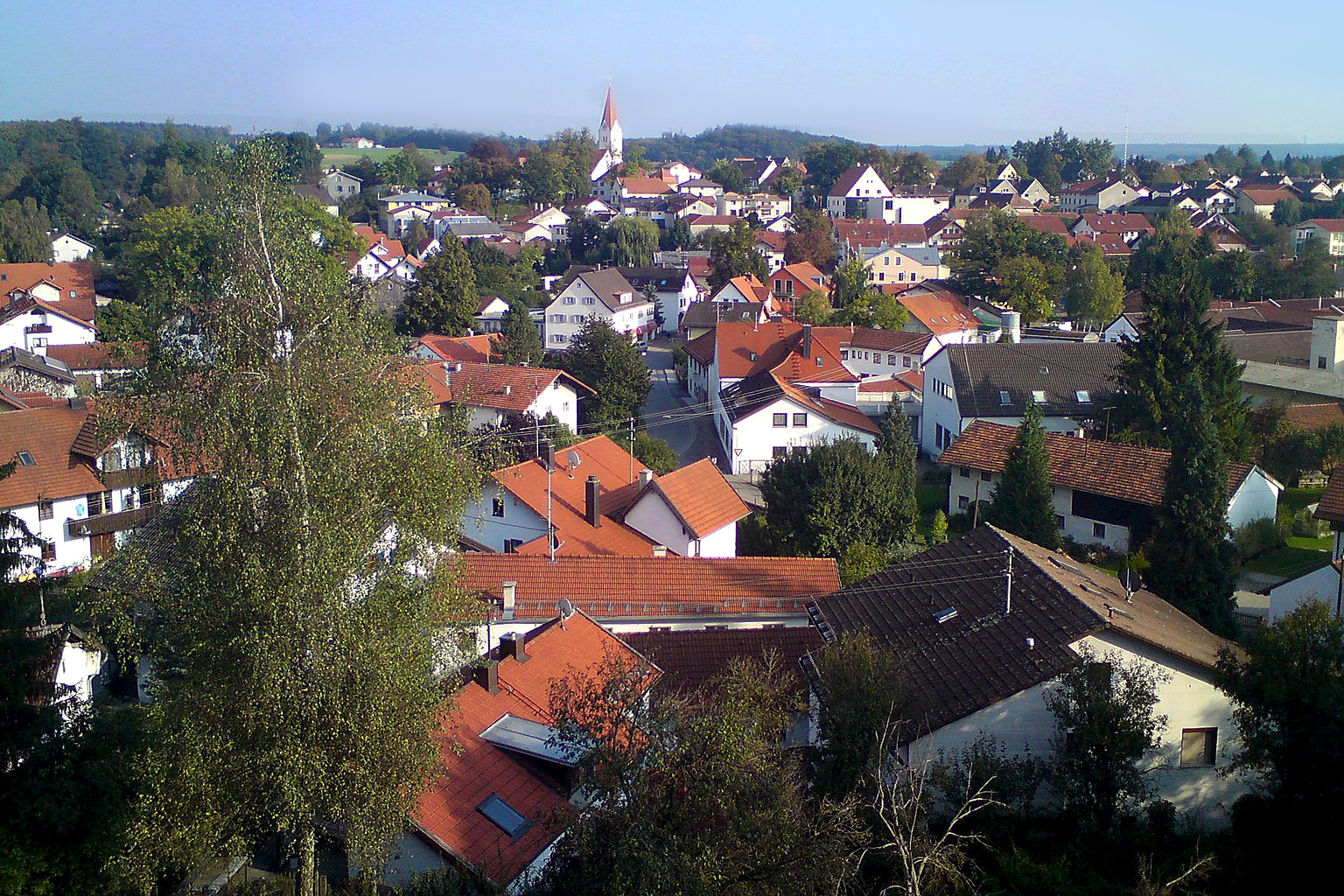
Blick über Isen

Es gibt die Gemarkungen Isen, Mittbach, Schnaupping, Sollacher Forst, Thonbach und Westach und 78 Gemeindeteile, die auf fünf der sechs Gemarkungen im Gemeindegebiet liegen, die Gemarkung Sollacher Forst ist unbewohnt:
| Gemarkung Isen | Gemarkung Mittbach | Gemarkung Schnaupping                                                                                | Gemarkung Thonbach                                                                                   | Gemarkung Westach | Gemarkung Westach | Gemarkung Westach | Gemarkung Westach                                                                                                   |
| -------------- | --- | --- | --- | --- | --- | --- | --- |
| - Isen         | - Aich - Burgrain - Daxau - Fahrnbach - Fleck - Giesering - Hube - Kemating - Kuglmühle - Mittbach - Pemmering - Reit | - Buchschachen - Giglberg - Hof - Lichtenweg - Loiperstett - Schnaupping - Stetten - Strich - Weiher | - Ambach - Angersbach - Berging - Hub - Kopfsöd - Moos - Scheideck - Söcking - Thonbach - Willmating | - Altweg - Aschberg - Bachleiten - Eck - Eschbaum - Feichten - Fickelmühle - Flecksberg - Gaisberg - Gallersberg - Gänsbach - Ganzenöd | - Gmain - Göttner - Hofreit - Höselsthal - Kapfing - Kay - Kitzöd - Kothlehen - Kuglstadt - Linden - Lohe - Loipfing | - Mais - Niederöd - Öd - Rabeneck - Ranischberg - Rosenberg - Schrott - Sollach - Staudigl - Steidelstetten - Steingassen - Steinla | - Steinsberg - Steinspoint - Stocka - Straß - Urtlmühle - Voglwohl - Westach - Wildenmoos - Zellershub - Zieglstadl |

### Nachbargemeinden
|                           | Lengdorf   |                    |
| Buch am Buchrain Forstern | Kompass    | Sankt Wolfgang     |
| Hohenlinden               | Maitenbeth | Haag in Oberbayern |

## Geschichte

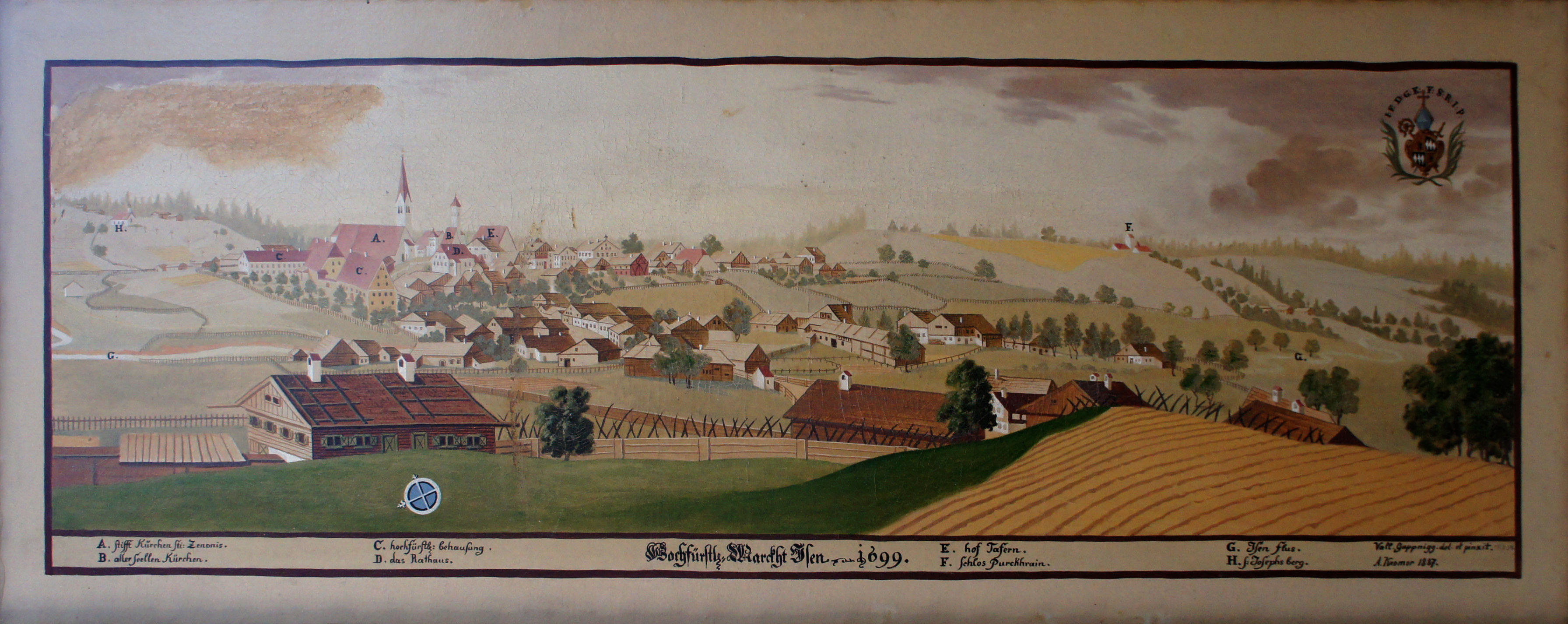
Isen 1699 auf einem Gemälde im Fürstengang Freising

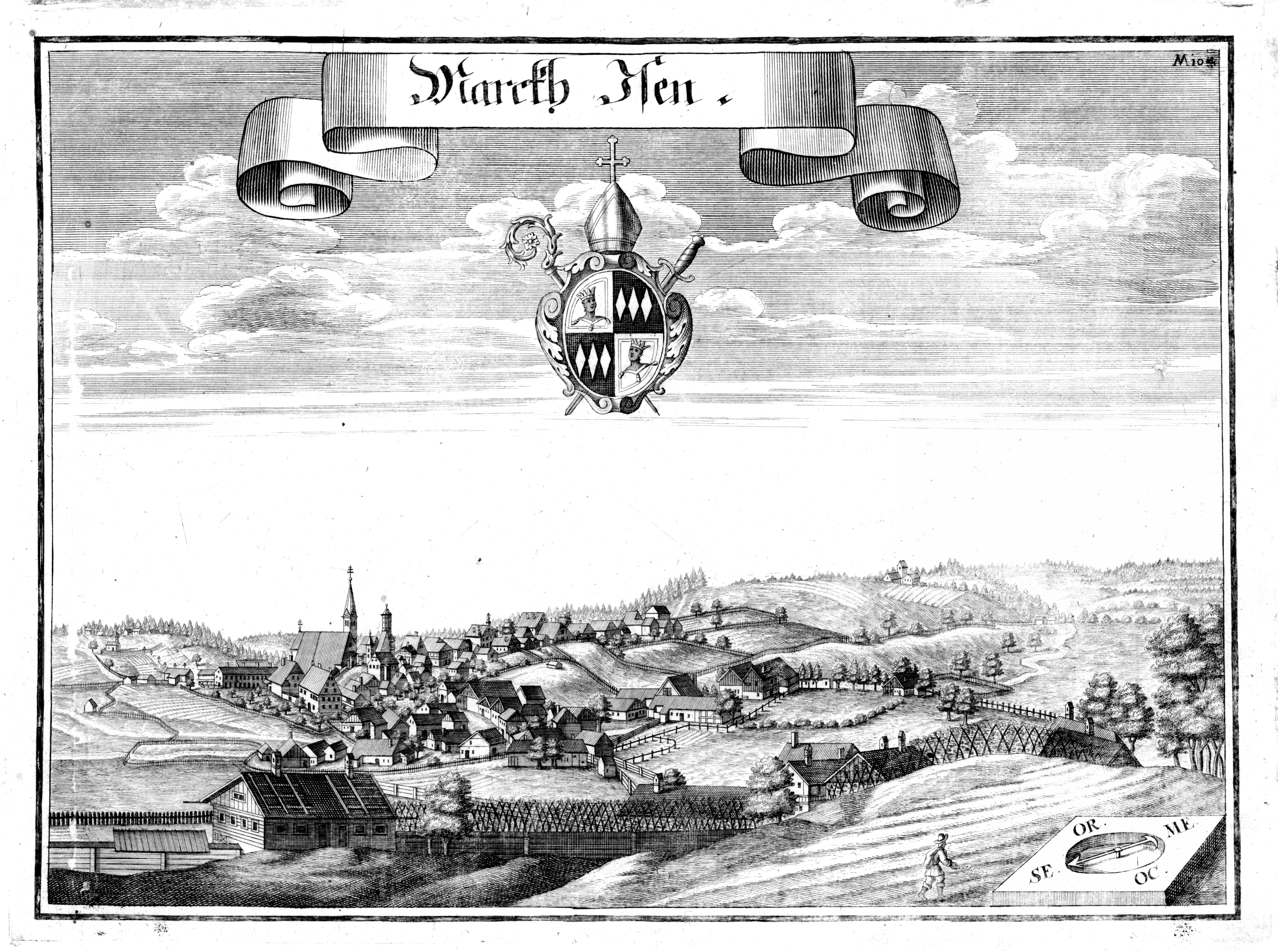
Kupferstich von Michael Wening in Topographia Bavariae um 1700

### Bis zur Gemeindegründung
Die erste urkundliche Erwähnung erfolgte im Jahre 747. Die erste Kirche in Isen ist 752 beurkundet. Das Kloster Isen zählt zu den ältesten Klöstern auf altbayerischem Boden. Es war bis zum Anfang des 12. Jahrhunderts Benediktinerkloster, dann Kollegiatstift. Im Jahre 1434 wurde Isen die Marktrechte verliehen. 
Seit dem Mittelalter gehörte der Markt zu der zum Hochstift Freising zählenden Herrschaft Burgrain und war als Sitz der Schranne deren Hauptort. Die Reichsunmittelbarkeit Burgrains ist indirekt einem Vertrag Bischof Emichos von Freising mit dem niederbayerischen Herzog Heinrich XIII. vom 8. Oktober 1284 zu entnehmen. In diesem Vertrag übertrug der Bischof dem Herzog die Lehen der Freisinger Kirche, die bisher die ausgestorbenen Grafen von Moosburg innegehabt hatten, an den niederbayerischen Herzog, behielt sich aber ausdrücklich die Vogtei über das Stift Isen vor, die die Moosburger Grafen ebenfalls innegehabt hatten.
Mit dem Reichsdeputationshauptschluss von 1803 kam der Ort zu Bayern. Isen wurde im Zuge der Verwaltungsreformen im Königreich Bayern 1818 eine selbstständige politische Gemeinde.

### 19. und 20. Jahrhundert
Ab 27. September 1900 besaß Isen über die Bahnstrecke Thann-Matzbach–Haag Anschluss an das Eisenbahnnetz. Der Personenverkehr wurde jedoch am 28. September 1968, der Güterverkehr schrittweise bis zum 1. Dezember 1991 eingestellt und die Strecke abgebaut.

Blick in Richtung St. Zeno

Am 1. Juli 1972 kam Isen durch die Gebietsreform vom aufgelösten Landkreis Wasserburg zum Landkreis Erding.

### Eingemeindungen
Im Zuge der Gebietsreform in Bayern schlossen sich am 1. April 1971 die Gemeinden Westach, Schnaupping (einschl. der 1880 eingegliederten Gemeinde Thonbach) und Isen zum Markt Isen zusammen. Am 1. Januar 1977 wurde das unbewohnte gemeindefreie Gebiet Sollacher Forst eingegliedert. Am 1. Mai 1978 wurde die Gemeinde Mittbach eingegliedert.

### Einwohnerentwicklung
Gemäß Bayerischem Landesamt für Statistik  haben sich die Einwohnerzahlen jeweils zum 31. Dezember eines Jahres wie folgt entwickelt:
| Jahr | Einwohner |
| ---- | --------- |
| 1960 | 3594      |
| 1970 | 3764      |
| 1980 | 3850      |
| 1990 | 4380      |
| 1995 | 4888      |
| 2000 | 5107      |
| 2005 | 5219      |
| 2006 | 5228      |

| Jahr | Einwohner |
| ---- | --------- |
| 2007 | 5287      |
| 2008 | 5295      |
| 2009 | 5243      |
| 2010 | 5293      |
| 2011 | 5422      |
| 2012 | 5522      |
| 2013 | 5560      |
| 2014 | 5629      |

| Jahr | Einwohner |
| ---- | --------- |
| 2015 | 5746      |
| 2016 | 5832      |
| 2017 | 5881      |
| 2018 | 5832      |
| 2019 | 5836      |
| 2020 | 5768      |

- Seit 1972, dem Jahr der Gemeindereform, hat sich die Einwohnerzahl bis 2015 um 1912 Personen erhöht. Das entspricht einem Wachstum von 49,87 Prozent. In den letzten zehn (fünf) Jahren nahm die Einwohnerzahl um 9,91 (5,98) Prozent zu.

## Politik

### Gemeinderat
Im Marktgemeinderat sind nach der Kommunalwahl vom 15. März 2020 die Parteien CSU, SPD mit Bündnis 90/Die Grünen (Grüne), Freie Wähler (FW), und Mittbach-Liste (ML) vertreten. Wie schon 2014 nicht mehr angetreten ist die Neue Bürgerliste (NBL). Der Gemeinderat setzt sich nun folgendermaßen zusammen (mit Vergleichszahlen der Wahlen 2014 und 2008):
| Partei / Liste | CSU | SPD | FW | Grüne | NBL | ML | Gesamt |
| Sitze 2020     | 5   | 2   | 5  | 4     | –   | 4  | 20     |
| Sitze 2014     | 5   | 1   | 7  | 2     | –   | 5  | 20     |
| Sitze 2008     | 4   | 2   | 7  | –     | 4   | 3  | 20     |

### Bürgermeister
Berufsmäßige erste Bürgermeisterin ist Irmgard Hibler (FW). Bei der Bürgermeister-Stichwahl am 29. März 2020 wurde sie mit 50,59 % der Stimmen knapp vor ihrem Mitbewerber Michael Feuerer (CSU) gewählt, nachdem dieser beim ersten Wahlgang noch vor ihr gelegen hatte.
Zweiter Bürgermeister ist nun Michael Feuerer (CSU), zum dritten Bürgermeister wurde erneut Hans Angermaier (ML) gewählt.
Von 1978 bis 1996 war Hans Edmund Lechner im Amt des ersten Bürgermeisters. Sein Nachfolger von  Mai 1996 bis April 2020 war Siegfried Fischer (FW).

### Wappen und Flagge
| Wappen von Isen | Blasonierung: „In Blau eine rot gekleidete, golden gekrönte Meerjungfrau, die mit den Händen die beiden Fischschwänze emporhält.“ |
| Wappen von Isen | Wappenbegründung: Die gekrönte Meerjungfrau wurde wohl deshalb als Wappensymbol gewählt, weil der Ort nach dem Flüsschen Isen benannt ist und in der Renaissance die Natur nach antikem Vorbild gern mit Fabelwesen besetzt wurde. Isen war der Hauptort der ehemaligen Herrschaft Burgrain des Hochstifts Freising. Anlässlich der Bestätigung des Jahrmarktprivilegs von 1438 verlieh Kaiser Karl V. dem Markt 1548 das Wappen. In der im Original erhaltenen Urkunde wird die Sagengestalt als Sirene bezeichnet und ihre Kleidung genau beschrieben. Hupp bezeichnet die Figur als Melusine (Seejungfer) und stellt sie unbekleidet dar. Hans Bauer weist darauf hin, dass es sich bei der Figur um eine Wasser- und Flussgöttin aus keltischer Zeit handeln könnte, deren Name phonetisch mit dem Fluss- und Ortsnamen Isen, abgeleitet vom keltischen "is(k)a", identisch war und für die nicht schriftkundige Bevölkerung ein unverwechselbares, redendes Bild für die wohl schon in vorrömischer Zeit existente Siedlung Isen ergab. Die Brücke der Überlieferung von den Kelten bis zum ersten Wappennachweis im 16. Jahrhundert kann jedoch quellenmäßig nicht abgesichert werden. Die farbigen Wiedergaben folgten bis zum 19. Jahrhundert den Vorgaben des Wappenbriefes. Das Wappen des Markts Isen wurde 1548 von Kaiser Karl V. verliehen und nach der Gemeindegebietsreform am 8. Februar 1984 bestätigt. |

Neben dem Wappen führt der Markt eine Flagge mit den Farben Rot-Gelb-Rot.

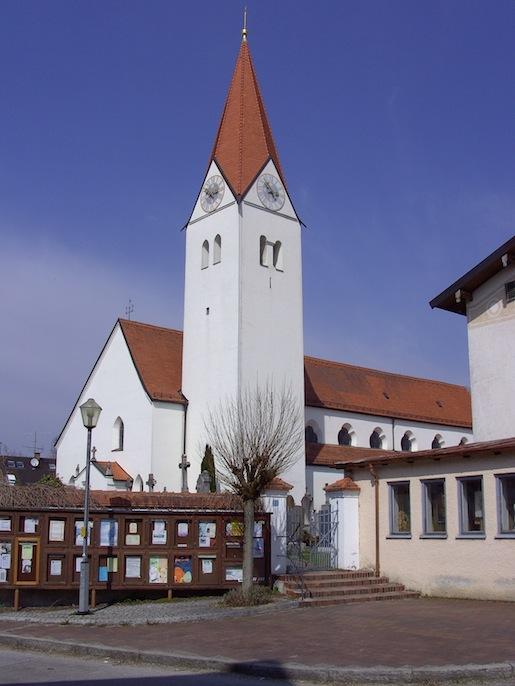
Pfarrkirche von Isen

### Partnerschaften und Bündnisse
- Österreich: Ernstbrunn in Niederösterreich ist seit 1983 Partnergemeinde von Isen.

## Baudenkmäler
Die katholische Pfarrkirche St. Zeno, die ehemalige Kollegiatsstiftkirche des Klosters St. Zeno, ist eine dreischiffige Pfeilerbasilika mit Krypta und drei Apsiden. Sie wurde  nach dem Vorbild des Freisinger Domes um 1200 errichtet, der Turm und die westliche Vorhalle stammen vom Anfang des 15. Jahrhunderts. 1697–1701 und um 1730 wurde das Gebäude barockisiert.
Schloss Burgrain: Bergfried im 12./13. Jahrhundert errichtet; ab 1227 (bis 1803) Sitz der freisingischen Pfleger, der zum Hochstift Freising gehörenden Herrschaft Burgrain. Mehrere Umbauten in den folgenden Jahrhunderten, Schloßkirche St. Georg.

## Persönlichkeiten
- Leopold Ladislaus Pfest (* 1769 in Isen; † 1816), deutsch-österreichischer Schriftsteller und Salzburger Landrichter
- Max Heilmaier (* 1869 in Isen; † 1923). Heilmaier war ein bekannter Bildhauer der damaligen Zeit. Zusammen mit zwei Kollegen schuf er den Friedensengel in München.

Georg Escherich

- Georg Escherich (* 1870 in Schwandorf; † 1941 in München), Gründer der Organisation Escherich, war Leiter des Forstamtes Isen. An ihn erinnert die Georg-Escherich-Straße.
- Franz Xaver Mittermaier (* 30. Januar 1871 in Isen; † 1939). Mittermaier gründete die erste bayerische Akkumulatorenfabrik im Jahre 1897.[14] Von 1919 bis 1936 war er erster Bürgermeister der Marktgemeinde, in den Jahren 1915 bis 1921 gründete er den Verein Bayerischer privater Elektrizitätswerke (VBEW) und war im Vorstand des Verbands der Elektrizitätswirtschaft. In den Jahren 1921 bis 1923 gründete er mit Josef Meindl und anderen die Kraftwerke Haag AG.

## Sonstiges
- Der Markt Isen zeichnet sich durch ein ausgeprägtes Vereinsleben und eine überregional bekannte Blaskapelle aus.
- 1974 wurden hier Teile des Tatort: Das zweite Geständnis mit gedreht.
- Mitte der 1980er Jahre wurde in der Gegend die Serie Irgendwie und Sowieso gedreht. So feiert in der Folge „Sir Quickly und die Frauen“ Sir Quickly seinen Geburtstag im beeindruckenden Festsaal des Gasthof Klement.
- In der 2008 bis 2011 im Bayerischen Fernsehen ausgestrahlten Serie Der Kaiser von Schexing war Isen einer der Drehorte.
- DAB/UKW-Sendeanlage Isen.